# Hamgyong

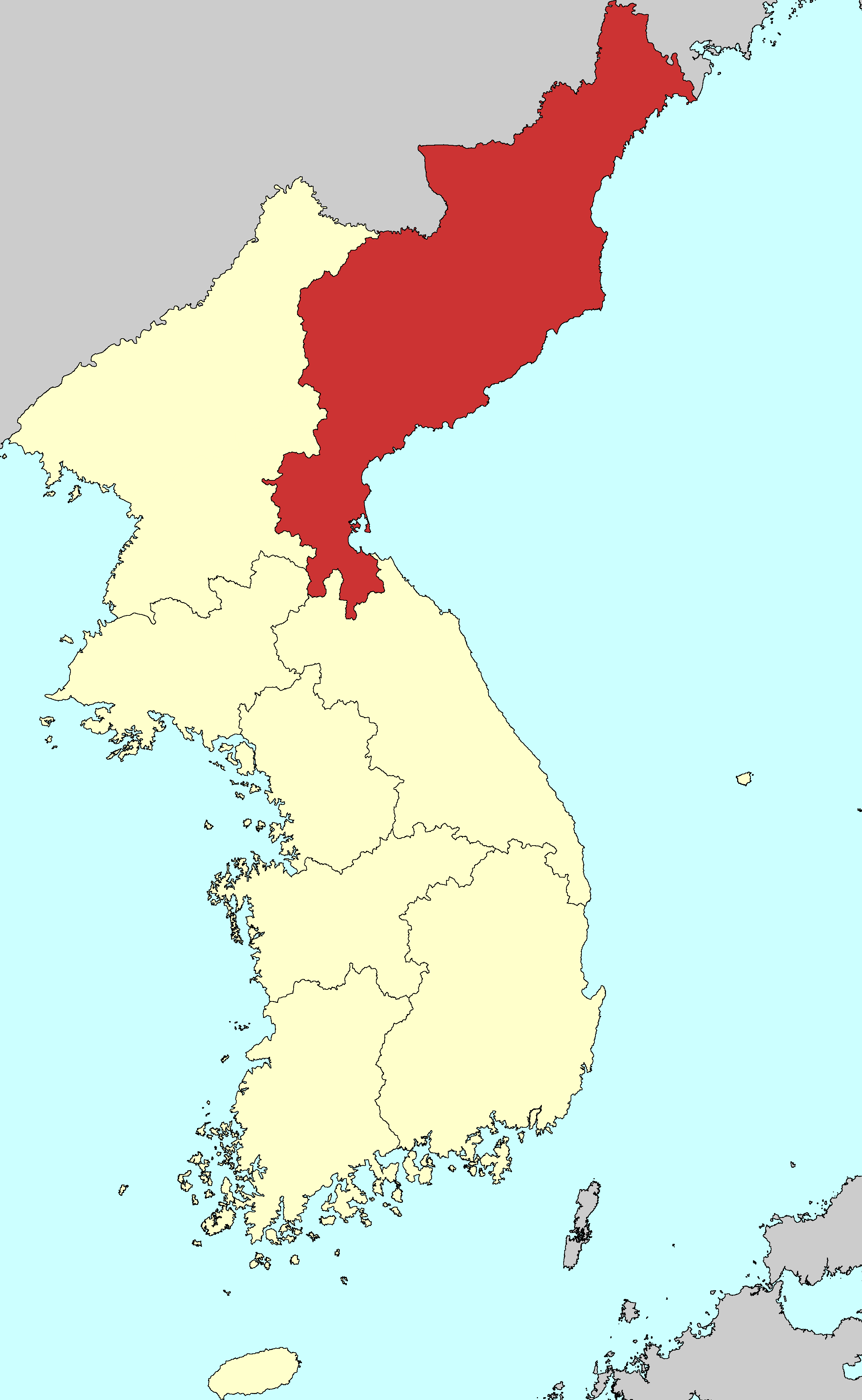
Cartes des 8 provinces de Corée.

Le Hamgyŏng (en coréen : 함경도, Hamgyŏng-do, province de Hamgyŏng) ou Hanquien est l'une des huit provinces de Corée durant la période Chosŏn. Elle était située au nord-est du pays, et avait pour capitale de province la ville de Hamhung. En 1896, elle est divisée en Hamgyong du Nord et Hamgyong du Sud, qui font aujourd'hui toutes deux partie de la Corée du Nord. En 1954, le Ryanggang est créé à partir du Hamgyong du Sud